# Francis Maginn
Francis Maginn (21 avril 1861 - 16 décembre 1918) est un militant sourd et le fondateur de la British Deaf Association.

## Biographie
Francis Maginn est né le 21 avril 1861 à Mallow, en Irlande.
Ses parents ont prévu d'inscrire à l'école Christ's Hospital pour lui mais à l'âge de 5 ans, il est devenu sourd à cause de la scarlatine[réf. nécessaire]. Finalement ils l'ont envoyé à l'école Royal London Asylum for the Deaf and Dumb à Londres jusqu'en 1883. Il retourne en Irlande pour un an. Puis, en 1885, il étudie au Collège Gallaudet où Francis a écrit la citation:
« If you try to suppress signs you will teach deceit, for the deaf will always use it on the sly. »
—  Francis Maginn, étudiant du collège Gallaudet en 1889
        
« traduit non faite »
Après de trois ans d'étude au Collège Gallaudet, il est obligé d’abandonné la préparation du diplôme pour voir son père mourant[réf. nécessaire].

### British Deaf Association
En 1882, Francis retourne en Irlande[réf. nécessaire]. Le 1er février 1888, avec les sourds très influents à cette époque, ils ont fondé la première association Deaf-Mute Association pour lutter contre l'injustice sur les sourds-muets[réf. nécessaire] mais cette association est failli aussitôt en 1889.
Le 18 janvier 1890, James Paul, un sourd écossais et le fondateur National Deaf and Dumb Society, et Francis ont créé British Deaf Association et on organise l'élection du président de cette association. Francis est un des candidats. Malheureusement, l'entendant signant William Blomefield Sleight porte la candidat pour le poste du président à la dernière minute et il a remporté cette élection[réf. nécessaire]. Francis s'occupe le vice-président sans pouvoir réel[réf. nécessaire]. Il faut attendre en 1983 pour avoir le premier président sourd, John Jock Young est le premier président sourd de l'Association des sourds britanniques,. Peu en peu, Francis se retire de cette association.

### Ulster Institute for the Deaf
Francis est le premier surintendant de l'école Ulster Institute for the Deaf.
Francis a son cœur fragile et il s’éteint le 16 décembre 1918 à Belfast.

## Vie privée
Francis est marié avec une entendante Agnès et ils n'ont aucun d'enfant,.

### Famille
- William Maginn est l'oncle, un journaliste et le fondateur de Fraser's Magazine[réf. nécessaire].

## Distinctions et récompenses
- Diplôme d'honneur de l'Université Gallaudet en 1901[8]